# Dans un vieux rock 'n' roll
Pour la chanson, voir Dans un vieux rock 'n' roll (chanson).
Albums de William Sheller
William Sheller
(1975) Symphoman
(1977)
Dans un vieux rock 'n' roll est le 2e album de chansons de William Sheller, sorti en 1976. Deux singles sont des succès commerciaux, la chanson qui donne son titre à l'album, Dans un vieux rock'n'roll, et Le Carnet à spirale. La chanson Saint-Exupéry Airway fut retirée de l'album à la suite de l'interdiction des héritiers du romancier.

## Titres
| 1.    | Dans un vieux rock'n'roll        |  |
| 2.    | Téléphone pas trop tôt           |  |
| 3.    | La bière y était bonne           |  |
| 4.    | Une chanson qui te ressemblerait |  |
| 5.    | Ca ne sert à rien                |  |
| 6.    | 1.2.3.4.                         |  |
| 7.    | Joker, poker                     |  |
| 8.    | Genève                           |  |
| 9.    | Le Carnet à spirale              |  |
| 10.   | C'est l'hiver demain             |  |
| 11.   | À qui je m'abandonne             |  |
| 39:03 |                                  |  |

## Singles
- 1976 : Dans un vieux rock'n'roll / Saint-Exupéry Airway (retiré rapidement du marché, sur plainte des héritiers d'Antoine de Saint-Exupéry)
- 1976 : Dans un vieux rock'n'roll / Joker Poker
- 1976 : Le Carnet à spirale / La Bière y était bonne
- 1976 : Une chanson qui te ressemblerait / Genève

## Crédits

### Musiciens
- William Sheller : clavier, pianos, marimba, voix
- Alain Labacci, Ian Jelfs, Patrick Verbeke, Marc Bozonnet, Paul Scemama, Jean-Pierre Martin : guitares
- Luc Bertin : orgue
- Bernard Lubat : tambourin, percussions, xylophone
- Jacques Ameziane : percussions
- Alain Suzan : basse
- Richard Celle : batterie, timbales
- Patrick Gandolfi : tambourin
- Leroy Gomes : saxophone
- Pierre Louis : violon, direction des cordes
- Michel Ripoche : violon
- Pierre Llinares : alto
- Hervé Derrien : violoncelle
- Slim Batteux : piano
- Catherine Michel : harpes
- Pierre Gossez : direction des vents, direction des cuivres
- Alain et Bernard Labacci, Alain Suzan, William Sheller, Slim Batteux, Paul Scemama, Chantal Alexandre : chœurs

### Réalisation
- William Sheller : textes, musiques, direction musicale, arrangements et directions cordes et vents
- Alain Suzan : direction musicale
- Patrick Gandolfi : réalisation, direction musicale
- Paul Scemama, Patrick Chevalot : enregistrements et mixages (au Studio Ferber)
- Alain Marouani : photos
- Frankie Merlier, Dominique Broc : lettrage.